# Выход в открытый космос
Выход в открытый космос — работа или прогулка космонавта в космическом пространстве за пределами своего корабля.
Используемый в России, США, Европе термин «внекорабельная деятельность» (ВКД, англ. Extra-vehicular activity, EVA) — более широкий и включает в себя также понятие выхода из корабля на поверхность Луны, планеты или другого космического объекта.
Исторически из-за разницы в конструктивных особенностях первых космических кораблей в США и в СССР по-разному определяют момент начала выхода в космос. В советских космических кораблях с самого начала имелся отдельный шлюзуемый отсек, из-за чего началом выхода в космос считается момент, когда космонавт разгерметизирует шлюз и оказывается в вакууме, а его завершением — момент закрытия люка.

Ранние американские корабли шлюзовой камеры не имели, и при выполнении выхода в космос разгерметизировался весь корабль. В этих условиях за начало выхода в космос принимался момент, когда голова астронавта выступала за пределы корабля, даже если его тело ещё продолжало находиться внутри отсека (так называемый англ. Stand-up extra-vehicular activity, SEVA). Современный американский критерий принимает переключение скафандра на автономное питание в качестве начала и начало наддува за окончание выхода в открытый космос.
Выходы в открытый космос могут выполняться по-разному. В первом случае космонавт связан с космическим кораблём специальным страховочным фалом, иногда объединённым со шлангом подачи кислорода (в этом случае его называют «пуповиной»), при этом для возвращения на корабль достаточно просто мышечных усилий космонавта. Другой вариант — полностью автономный полёт в космическом пространстве. В этом случае необходимо обеспечить возможность возвращения к космическому кораблю при помощи специальной технической системы (см. Установка для перемещения и маневрирования космонавта).
Перемещение по поверхности станции происходит с перещёлкиванием между установленными на ней поручнями карабинов, соединённых с космонавтом страховочными фалами длиной около 8 м и способных удерживать массу до 4 тонн.

## Исторические факты
- Первый выход в космос был совершён советским космонавтом Алексеем Леоновым 18 марта 1965 года[2], когда ему был 31 год. Выход был осуществлён с борта космического корабля «Восход-2» с использованием гибкой (надувной) шлюзовой камеры. Скафандр «Беркут», использованный для первого выхода, был вентиляционного типа и расходовал около 30 литров кислорода в минуту при общем запасе в 1666 литров, рассчитанном на 30 минут пребывания космонавта в открытом космосе. Из-за разности давлений скафандр раздувался и сильно мешал движениям космонавта, что, в частности, очень затруднило Леонову возвращение на «Восход-2». Общее время первого выхода составило 23 минуты 41 секунду[3] (из них вне корабля 12 минут 9 секунд), и по его итогам был сделан вывод о возможности человека выполнять различные работы в открытом космосе.
- Первым выход в открытый космос в межпланетном пространстве выполнил 5 августа 1971 года американский астронавт Альфред Уорден в рамках лунной экспедиции Аполлон-15. Уорден вышел в открытый космос, чтобы перенести отснятые фотоплёнки картографических и панорамных камер из служебного модуля в командный.
- Первой женщиной, вышедшей в открытый космос, была Светлана Евгеньевна Савицкая. Выход состоялся 25 июля 1984 года с борта орбитальной космической станции «Салют-7».
- Самым длительным выходом в открытый космос стал выход американки Сьюзан Хелмс 11 марта 2001, длившийся 8 часов 56 минут.
- Рекорд по количеству выходов (16) и по общей продолжительности пребывания (78 часов 48 минут) в открытом космическом пространстве принадлежит советскому и российскому космонавту Анатолию Соловьёву.
- Первый выход в космос из двух различных космических аппаратов в один и тот же день состоялся 16 сентября 1993 года, из станции «Мир» и «Спейс шаттла» миссии STS-51.
- Первый выход из двух орбитальных станций в один день — 17 ноября 2022 года, когда из МКС совершили выход российские космонавты Сергей Прокопьев и Дмитрий Петелин, а из станции «Тяньгун» — тайконавты Чэнь Дун и Цай Сюйчжэ.
- Первый частный выход в открытый космос состоялся 12 сентября 2024 года в рамках миссии Polaris Dawn. Космический корабль Dragon 2 не оборудован специальным переходным шлюзом, поэтому операция была крайне рискованной и если бы что-то пошло не так, спастись было бы просто негде. Фактически шлюзом стал сам корабль, после разгерметизации все четыре члена экипажа оказались в космическом вакууме, выходили из корабля только бизнесмен Джаред Айзекман и ведущий инженер по космическим операциям в компании SpaceX Сара Гиллис. Каждый из их выходов занял в среднем восемь минут, другие два члена экипажа — пилот Скотт «Кидд» Потит и врач Анна Менон оставались внутри капсулы[4][5]. Сара Гиллис в возрасте 30 лет стала самым молодым человеком, когда-либо выходившим в открытый космос[6].

## Опасности выходов в открытый космос
Выходы в открытый космос опасны по множеству различных причин. Первая — возможность столкновения с космическим мусором. Орбитальная скорость на высоте 300 км над Землёй (типичная высота полёта пилотируемых космических кораблей) — около 7,7 км/с. Это в 10 раз превышает скорость полёта пули, так что кинетическая энергия маленькой частицы краски или песчинки эквивалентна той же самой энергии пули, обладающей в 100 раз большей массой. С каждым космическим полётом появляется всё больше и больше орбитального мусора, что увеличивает эту опасность.
Другая причина опасностей выходов в космос — то, что окружающая обстановка в космическом пространстве чрезвычайно сложна для предполётного моделирования. Выходы в космос часто планируются на поздней стадии разработки полётного плана, при обнаружении каких-либо насущных проблем или неисправностей, иногда даже в процессе самого выполнения полёта. Потенциальная опасность выходов в открытый космос неизбежно ведёт к эмоциональному давлению на космонавтов.
Потенциальную опасность несёт возможность потери или недопустимого удаления от космического корабля, грозящая гибелью из-за израсходования запаса дыхательной смеси. Опасны также возможные повреждения или проколы скафандров, разгерметизация которых грозит аноксией и быстрой смертью, если космонавты не успеют вовремя вернуться в корабль. Инцидент с повреждением скафандра произошёл только один раз, когда во время полёта «Атлантиса» STS-37 маленький прут проколол перчатку одного из астронавтов. По счастливой случайности разгерметизации не произошло, поскольку прут застрял и блокировал собою образовавшееся отверстие. Прокол даже не был замечен до тех пор, пока астронавты не вернулись в корабль и не начали проверку скафандров.
Показательно, что самый первый достаточно опасный инцидент случился уже во время первого выхода космонавта в открытый космос. Выполнив программу первого выхода, Алексей Архипович Леонов испытал трудности с возвращением на корабль, поскольку раздувшийся скафандр не проходил через воздушный шлюз «Восхода». Только стравливание давления кислорода в скафандре позволило тогда благополучно завершить полёт.
Ещё один потенциально опасный случай произошёл во время второго выхода в открытый космос астронавтов космического корабля «Дискавери» (полёт STS-121). От скафандра Пирса Селлерса открепилась специальная лебёдка, которая помогает вернуться на станцию и не даёт астронавту улететь в открытый космос. Вовремя заметив проблему, Селлерс с напарником смогли прикрепить устройство обратно, и выход был завершён благополучно.
Несмотря на то, что в настоящее время неизвестны какие-либо несчастные случаи, связанные с выходами в открытый космос, разработчики космической техники стараются снизить необходимость внекорабельной деятельности. Устранению подобной необходимости, например, при выполнении сборочных работ в космосе, может помочь разработка специальных телеуправляемых роботов.
Поскольку «сутки» на орбите пилотируемых станций длятся лишь около 90 минут, примерно половину времени работа космонавтов проходит без солнечного света, при освещении лишь фонариками и прожекторами станции.

## Статистика и достижения
| Длительность выхода | Дата выхода         | Участники выхода                   | Космический аппарат       | Примечания                                                                                               |
| ------------------- | ------------------- | ---------------------------------- | ------------------------- | --- |
| 16 мин              | 18 марта 1965       | Алексей Леонов                     | Восход-2                  | Первый в истории выход в открытый космос                                                                 |
| 36 мин              | 3 июня 1965         | Эдвард Уайт                        | Джемини-4                 | Первый американский выход в открытый космос                                                              |
| 2 ч 07 мин          | 5 июня 1966         | Юджин Сернан                       | Джемини-9A                | |
| 2 ч 08 мин          | 14 сентября 1966    | Ричард Гордон                      | Джемини-11                | |
| 2 ч 29 мин          | 12 ноября 1966      | Эдвин Олдрин                       | Джемини-12                | |
| 37 мин              | 16 января 1969 года | Алексей Елисеев Евгений Хрунов     | Союз-5, Союз-4            | Первый групповой выход в открытый космос Первый переход из одного корабля в другой через открытый космос |
| 2 ч 47 мин          | 21 июля 1969        | Нил Армстронг Эдвин Олдрин         | Аполлон-11                | Первый выход на лунную поверхность                                                                       |
| 4 ч 01 мин          | 19 ноября 1969      | Чарлз Конрад Алан Бин              | Аполлон-12                | Выход на лунную поверхность                                                                              |
| 4 ч 48 мин          | 5 февраля 1971      | Алан Шепард Эдгар Митчелл          | Аполлон-14                | Выход на лунную поверхность                                                                              |
| 6 ч 33 мин          | 31 июля 1971        | Дэвид Скотт Джеймс Ирвин           | Аполлон-15                | Выход на лунную поверхность                                                                              |
| 7 ч 12 мин          | 1 августа 1971      | Дэвид Скотт Джеймс Ирвин           | Аполлон-15                | Выход на лунную поверхность                                                                              |
| 7 ч 23 мин          | 22 апреля 1972      | Джон Янг Чарлз Дьюк                | Аполлон-16                | Выход на лунную поверхность                                                                              |
| 7 ч 37 мин          | 13 декабря 1972     | Юджин Сернан Харрисон Шмитт        | Аполлон-17                | Выход на лунную поверхность                                                                              |
| 8 ч 29 мин          | 13 мая 1992         | Пьерр Туот Ричард Хиб Томас Эйкерс | STS-49 «Индевор»          | впервые выход в открытый космос из одного корабля совершили сразу три человека                           |
| 8 ч 56 мин          | 11 марта 2001       | Джеймс Восс Сьюзен Хелмс           | STS-102 «Дискавери» / МКС | |

| Число выходов за один полёт | Дата достижения | Космонавт / астронавт          | Космический аппарат | Примечания |
| --------------------------- | --------------- | ------------------------------ | ------------------- | --- |
| 1                           | 18 марта 1965   | Алексей Леонов                 | Восход-2            | Первый в истории выход в открытый космос                                                                                              |
| 2                           | 20 июля 1966    | Майкл Коллинз                  | Джемини-10          | |
| 3                           | 14 ноября 1966  | Эдвин Олдрин                   | Джемини-12          | |
| 4                           | 2 августа 1971  | Дэвид Скотт                    | Аполлон-15          | Из четырёх выходов три выхода на лунную поверхность                                                                                   |
| 5                           | 18 мая 1984     | Леонид Кизим Владимир Соловьёв | Салют-7             | |
| 6                           | 8 августа 1984  | Леонид Кизим Владимир Соловьёв | Салют-7             | |
| 7                           | 20 февраля 1992 | Сергей Крикалёв                | Мир                 | Достижение повторили Анатолий Соловьёв 14 января 1998 в ходе полёта на станции Мир и Эндрю Морган 25 января 2020 в ходе полёта на МКС |

| Число выходов за карьеру | Дата достижения | Космонавт / астронавт          |
| ------------------------ | --------------- | ------------------------------ |
| 1                        | 18 марта 1965   | Алексей Леонов                 |
| 2                        | 20 июля 1966    | Майкл Коллинз                  |
| 3                        | 14 ноября 1966  | Эдвин Олдрин                   |
| 4                        | 21 июля 1969    | Эдвин Олдрин                   |
| 5                        | 2 августа 1971  | Дэвид Скотт                    |
| 6                        | 8 августа 1984  | Леонид Кизим Владимир Соловьёв |
| 7                        | 28 мая 1986     | Леонид Кизим Владимир Соловьёв |
| 8                        | 31 мая 1986     | Леонид Кизим Владимир Соловьёв |
| 9                        | 22 октября 1993 | Александр Серебров             |
| 10                       | 29 октября 1993 | Александр Серебров             |
| 11                       | 6 сентября 1997 | Анатолий Соловьёв              |
| 12                       | 20 октября 1997 | Анатолий Соловьёв              |
| 13                       | 3 ноября 1997   | Анатолий Соловьёв              |
| 14                       | 6 ноября 1997   | Анатолий Соловьёв              |
| 15                       | 8 января 1998   | Анатолий Соловьёв              |
| 16                       | 14 января 1998  | Анатолий Соловьёв              |